# Гай Сілій Авл Цецина Ларг
Гай Сілій Авл Цецина Ларг (Gaius Silius Aulus Caecina Largus; ? — 24) — військовий, державний та політичний діяч Римської імперії, консул 13 року.

## Життєпис
Походив з роду нобілів Сіліїв. Син Публія Сілія Нерви, консула 20 року до н. е.
У 13 році став консулом разом з Луцієм Мунацієм Планком. Був другом Германіка. У 14 році командував військами у Верхній Германії, де здобув низку перемог, за що у 15 році отримав тріумф. У 16—17 роках воював під орудою Германіка. Тут він приборкав заколот у своєму війську, а потім переміг у 16 році плем'я хаттів.
У 21 році він силою приборкав галлів і белгів, повсталих під головуванням Сакровіра, вождя едуїв, і Флора, вождя треверів, перемігши їх при Августодуні.
Військова звитяга не врятувала Гая Сілія від підозр імператора Тиберія, які він накликав на себе своїми зв'язками з Германіком. У 24 році був обвинувачений у здирництві, внаслідок чого Сілій наклав на себе руки. Його майно було конфісковано.

## Родина
Дружина — Сосія Галла
Діти:
- Гай Сілій, коханець Валерії Мессаліни